# Pete Agnew
Pete Agnew (vlastním jménem Peter Agnew, * 14. září 1946 Dunfermline) je baskytarista skotské hard rockové skupiny Nazareth. Je také jedním ze zakládajících členů této skupiny.